# Yenişıhlar, Bayat
Yenişıhlar là một xã thuộc huyện Bayat, tỉnh Çorum, Thổ Nhĩ Kỳ. Dân số thời điểm năm 2010 là 312 người.